# Nulpuntspoel

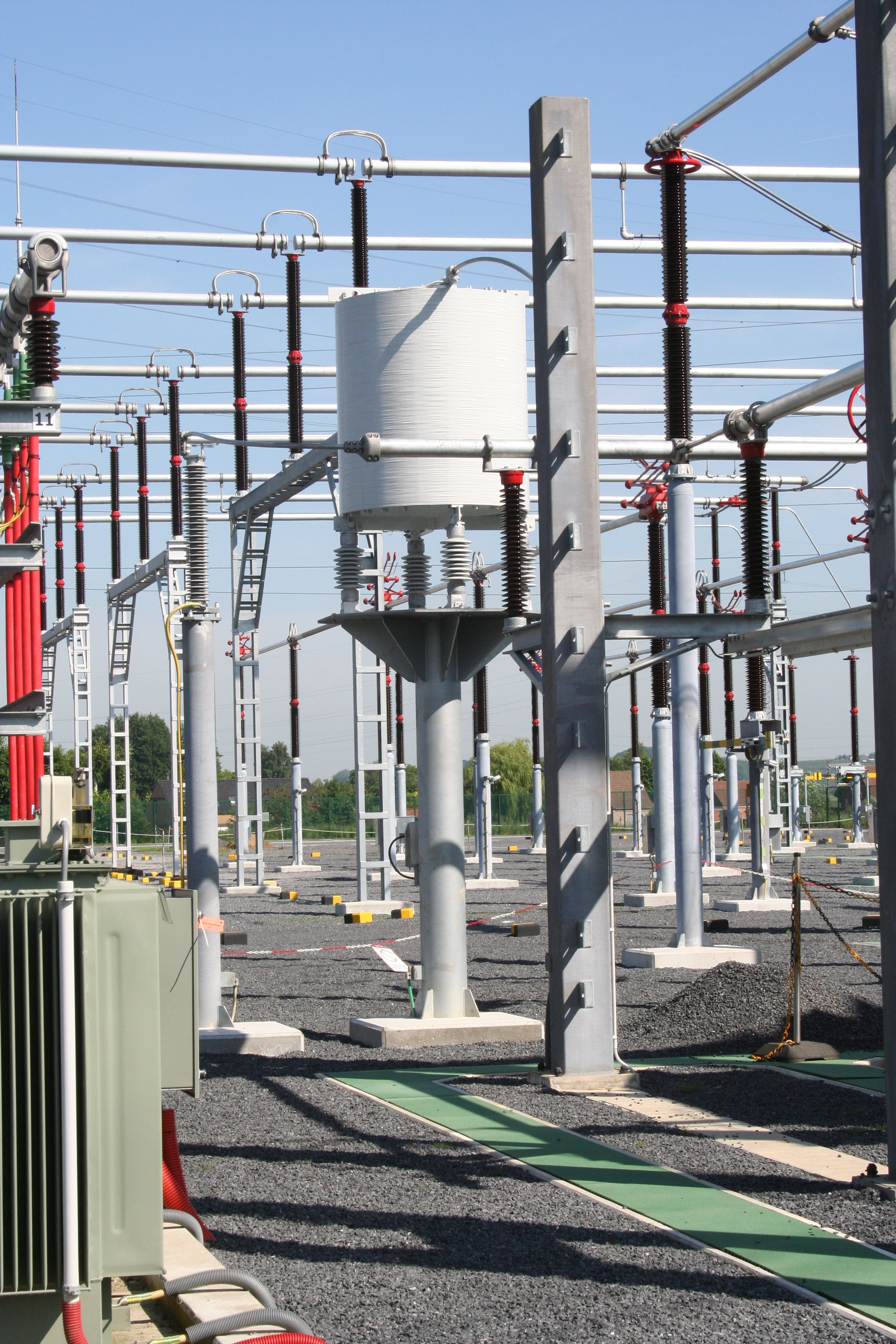
Een nulpuntspoel op het 150kV sterpunt in de ELIA post Avelgem

Een nulpuntspoel is een luchtspoel om het sterpunt van een hoogspanningsnet te aarden.
De nulpuntspoel zorgt voor een starre aardverbinding en gelijktijdig voor een hoog impedante aarding voor transiënte verschijnselen zoals bij een aardfout in het hoogspanningsnet. Op deze manier wordt de foutstroom door de installatie beperkt.